# اچ‌ام‌اس ویموث (۱۶۹۳)
اچ‌ام‌اس ویموث (۱۶۹۳) (به انگلیسی: HMS Weymouth (1693)) یک کشتی بود که طول آن ۱۳۲ فوت ۴ اینچ (۴۰٫۳ متر) بود.